# Кордонский, Шика Абрамович
Шика Абрамович Кордонский (17 октября 1915 или 4 октября 1915, Вознесенск, Херсонская губерния — 28 сентября 1943, Констанца) — советский лётчик авиации Военно-Морского флота, участник Великой Отечественной войны, Герой Советского Союза (4.10.1990, посмертно). Капитан (30.07.1942).

## Биография
Родился в городе Вознесенске (ныне в Николаевской области Украины) в семье рабочего. Еврей. Образование среднее, окончил школу ФЗУ в Одессе. С 1932 года жил в Москве, работал токарем на заводах «Красный факел» и «Радиоприбор», учился на рабфаке имени С. М. Кирова.
В Рабоче-Крестьянском Красном Флоте с июня 1935 года. В 1937 году окончил Военно-морское авиационное училище имени И. В. Сталина в Ейске. После окончания училища служил в ВВС Черноморского флота сначала младшим, а затем и старшим лётчиком-наблюдателем 54-й морской ближнеразведывательной эскадрильи. В мае 1940 года переведён в 2-й минно-торпедный авиационный полк на должность старшего лётчика-наблюдателя. В декабре 1940 года стал штурманом звена.
В рядах этого полка встретил начало Великой Отечественной войны и воевал в нём свыше года (в апреле 1942 года за отличное выполнение боевых заданий и массовый героизм личного состава полку было присвоено гвардейское звание и он получил наименование 5-й гвардейский минно-торпедный авиационный полк). В боях с первого дня войны: 22 июня 1941 года совершил свой первый боевой вылет на бомбардировщике ДБ-3Ф. Участвовал в целой серии бомбовых ударов по нефтепромыслам и промышленным объектам на территории Румынии, выполненных авиацией Черноморского флота в июне — начале июля 1941 года: бомбил Плоешти, Бухарест, Сулину, Галац. Прямыми попаданиями уничтожил здание нефтезавода, несколько нефтяных вышек и хранилищ топлива (к началу августа 1941 года выполнил 18 боевых вылетов). Также выставил минные заграждения в районе  Констанцы.
За эти подвиги 8 января 1942 года был представлен командиром полка к званию Героя Советского союза (вместо звания Героя 23 февраля 1942 года награждён орденом Красного Знамени).
Затем участвовал в обороне Одессы и в обороне Севастополя. Во время Донбасско-Ростовской оборонительной и Ростовской наступательной операций конца 1941 года действовал в интересах наземных войск, нанося удары по немецким колоннам и скоплениям войск. К концу сентября 1942 года выполнил 85 боевых вылетов, в том числе 65 — ночью. За эти подвиги 26 сентября 1942 года был представлен командиром полка Героем Советского Союза А. Я. Ефремовым к званию Героя Советского Союза, это решение поддержали и командир дивизии и командующий ВВС Черноморского флота генерал-майор авиации В. В. Ермаченков. Но где-то в московских штабах ему заменили награду на орден Красного Знамени. Член ВКП(б) с 1942 года.
В том же конце сентября 1942 года капитан Шика Кордонский был переведён штурманом звена в 36-й минно-торпедный авиационный полк ВВС Черноморского флота, а в марте 1943 года стал штурманом эскадрильи этого полка. Отлично действовал и в этом полку. Во время выброски Майкопского десанта 24 октября 1942 года его экипаж выполнял задание по подавлению зенитной артиллерии немецкого аэродрома. В одном из полётов при зенитном обстреле он был ранен в руку, но сумел сначала довести атаку цели до конца, вернуться на базу под Новороссийском и посадить повреждённый самолёт.
28 сентября 1943 года при дневном налёте на главную базу румынского ВМФ порт Констанца капитан Кордонский точно вывел 2-ю авиаэскадрилью на цель. Два неприятельских корабля удалось потопить. Но вражеская зенитная артиллерия вела сильный заградительный огонь. Экипаж торпедоносца «A-20 Бостон» в составе командира группы полковника Ш. Б. Бидзинашвили и штурмана полка капитана Ш. А. Кордонского, резко снизившись, торпедой потопил транспорт. Но в этот момент в бензобак самолёта попал зенитный снаряд и машина вспыхнула. В эту критическую минуту командир экипажа полковник Шио Бидзинашвили направил объятый пламенем самолёт с оставшимися бомбами на палубу 2-го транспорта. Раздался оглушительный взрыв. Лётчики, шедшие в обратном направлении после выполнения боевого задания, видели, как вверх взметнулся столб пламени, а вражеский транспорт переломился пополам и затонул (по другим данным, самолёт упал на береговые нефтехранилища). Экипаж погиб.
Указом Президента СССР от 4 октября 1990 года «за мужество и отвагу, проявленные в период Великой Отечественной войны 1941—1945 годов», гвардии капитану Кордонскому Шике Абрамовичу посмертно присвоено звание Героя Советского Союза.

## Награды
- Герой Советского Союза (4.10.1990, посмертно)
- Орден Ленина (4.10.1990, посмертно)
- Два ордена Красного Знамени (29.01.1942, 22.05.1943)
- Медаль «За оборону Севастополя» (вручена 4.05.1943)
- Медаль «За оборону Одессы» (вручена 30.07.1943)

7 октября 1990 года в Москве вдове Героя были вручены Грамота Героя Советского Союза, орден Ленина и медаль «Золотая Звезда» (№ 11631).

## Память
Имя Героя увековечено на установленном в Севастополе памятнике «Мужеству, героизму авиаторов-черноморцев».